# The Long Play
The Long Play è l'album di debutto della cantante tedesca Sandra, pubblicato nel 1985.
Contiene i brani (I'll Never Be) Maria Magdalena, In the Heat of the Night e Little Girl, pubblicati come singoli.

## Tracce
CD (Virgin 610 627-225 [de])
CD (EMI 0777 7 86968 2 7 (EMI)
LP (Virgin 207 356 630)
1. In the Heat of the Night - 5:20 (Michael Cretu, Hubert Kemmler, Markus Löhr, Klaus Hirschburger)
2. On the Tray (Seven Years) - 3:45 (Michael Cretu, Hubert Kemmler, Klaus Hirschburger)
3. Little Girl - 3:11 (Michael Cretu, Hubert Kemmler, Markus Löhr, Klaus Hirschburger)
4. You and I - 6:44 (Michael Cretu, Richard W. Palmer James)
5. (I'll Never Be) Maria Magdalena - 5:55 (Michael Cretu, Hubert Kemmler, Markus Löhr, Richard W. Palmer James)
6. Heartbeat (That's Emotion) - 4:53 (Peter Ries, Rienhard Besser, Chirney)
7. Sisters and Brothers - 3:23 (Michael Cretu, Richard W. Palmer James)
8. Change Your Mind - 4:04 (Michael Cretu, Richard W. Palmer James)

## Classifiche
| Classifica (1985) | Posizione raggiunta |
| ----------------- | ------------------- |
| Svezia            | 2                   |
| Svizzera          | 4                   |
| Norvegia          | 8                   |
| Germania          | 12                  |
| Austria           | 18                  |

## Crediti
- Michael Cretu - Tastiere, batteria e Programmazione
- Markus Lohr - Chitarra
- Dieter Eikelpoth - Fotografia
- Mike Schmidt - Copertina
- Michael Cretu - Arrangiamenti e Produttore